# 阿毘達磨大乘經
《阿毘達磨大乘經》（梵文 Mahāyānābhidharmasūtra），大乘佛教經典，本經未被傳譯到漢傳佛教及藏傳佛教中，現已失傳。在瑜伽行派經典中，無著依該經中的〈攝大乘品〉，造了《摄大乘论》。除《攝大乘論》外，《成唯識論》中也曾引用《阿毘達磨大乘經》的內容。
玄奘在《大乘阿毘達磨集論》中按照梵文字詞順序將該經名譯為《大乘阿毗達磨經》，可以說該譯名準確無誤。

## 內容
《阿毘達磨大乘經》是由菩薩所說，其中提到大乘佛教，有十殊勝。《攝大乘論》中，以《阿毘達磨大乘經》中有提到阿賴耶識，作為阿賴耶識是釋迦牟尼所說的證明。
印順法師認為，一意識論者是由《阿毘達磨大乘經》衍生出的流派。